# Walkenrieder Hof
Der Walkenrieder Hof auf dem Eckgrundstück Waisenstraße 7 und Dr.-Wilhelm-Külz-Straße 8 ist ein Baudenkmal der Stadt Nordhausen in Thüringen. Es handelt sich um einen Gebäudekomplex mit Fachwerk-Anbauten, dessen ältester Teil im 13. Jahrhundert als Lagerhaus und Getreidespeicher des Klosters Walkenried in der Altstadt errichtet wurde. Bei den verheerenden Luftangriffen auf Nordhausen im April 1945 wurden nur geringfügige Schäden verursacht, daher zählt der Walkenrieder Hof heute zu den ältesten Profanbauten der Stadt.

## Geschichte

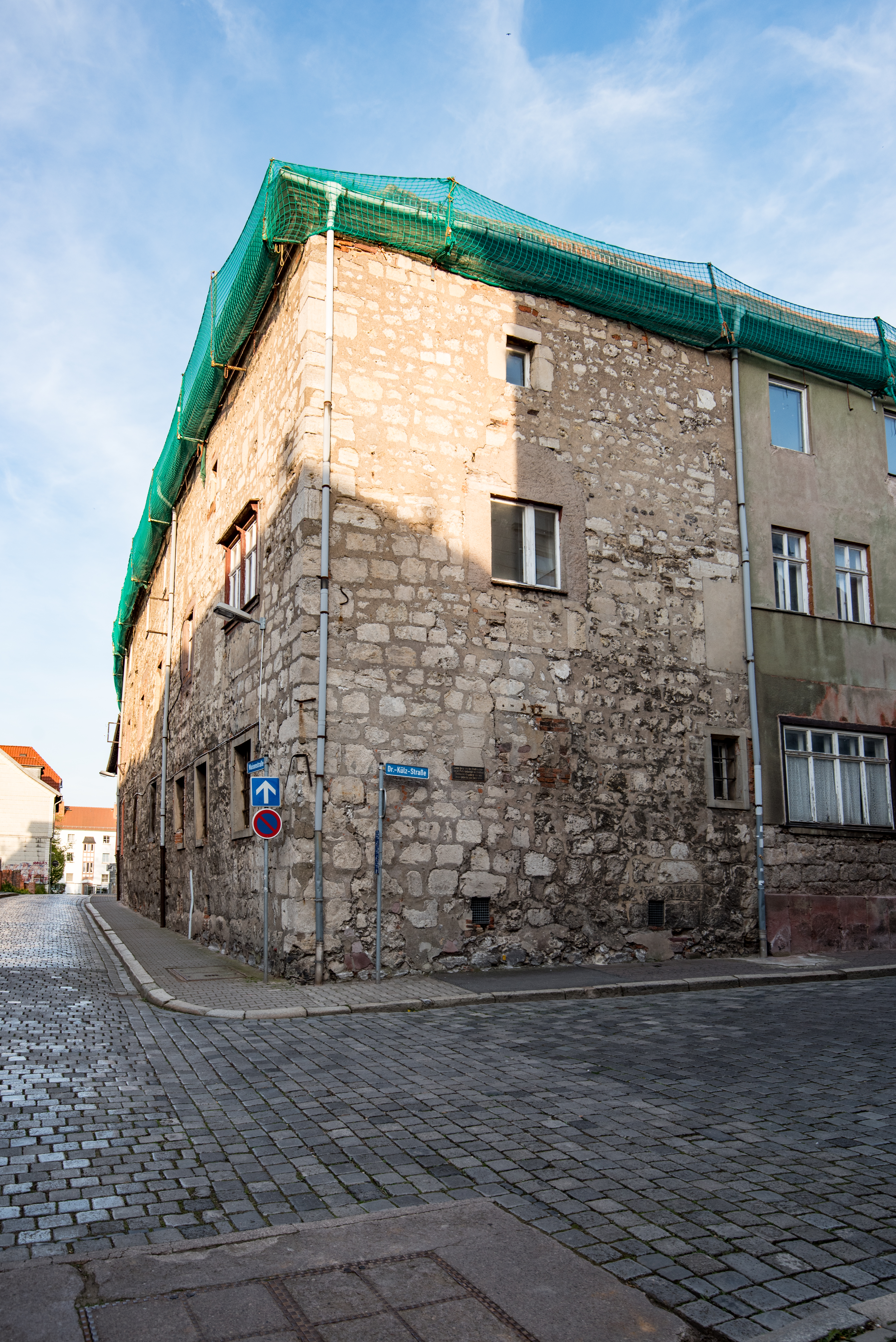
Teilansicht von Westen

Das im Jahr 1127 gegründete Zisterzienserkloster Walkenried wurde vor allem durch Kaiser Lothar III. von Süpplingenburg gefördert, im 12. Jahrhundert und 13. Jahrhundert lag die Blütezeit des Klosters. Ab 1150 unterhielt Walkenried rund 30 Grangien und sechs Stadthöfe am südlichen, später auch am nördlichen Harzrand, sowie eine Grangie bei und einen Stadthof in Würzburg. Die jährlichen Einkünfte des Klosters bestanden überwiegend aus Naturalabgaben und mussten sicher und dauerhaft gelagert werden. Zu diesem Zweck besaßen die Mehrzahl der mittelalterlichen Klöster sogenannte Kornhäuser, massive Steingebäude mit mehreren Schüttböden zum Trocknen und Lagern des Getreides.
Bereits vor 1292 besaß das Kloster in der Nordhäuser Altstadt eine Kapelle. Mit Zustimmung des Stadtrates wurde das angrenzende Grundstück für den Bau eines Getreidespeichers und für Unterkünfte des Verwalters erworben. Die Rechte und Pflichten der Insassen des Klosterhofes wurden vertraglich überliefert und galten auch nach Auflösung des Klosterbesitzes bis in das 18. Jahrhundert fort.  1345 wurden Teile des Gebäudekomplexes umgebaut – dabei wurden tonnengewölbte Kelleranlagen errichtet. 1578 wurde die Verwaltung des Klosters Walkenried von den Grafen von Hohnstein übernommen, 1593 fiel Walkenried an die Herzöge von Braunschweig und Lüneburg. Der Domkonvent von Halberstadt belehnte 1593 die Herzöge von Braunschweig-Lüneburg mit der Grafschaft Hohnstein. Damit fielen Klostergebäude, verbliebene Ländereien und Schutzherrschaft an die neuen Landesherren. Heinrich Julius wurde Administrator. Bei jedem Besitzwechsel kam es zu Streitigkeiten mit dem Magistrat der Stadt Nordhausen, der versuchte, dauerhaft in den Besitz des Walkenrieder Hofes zu gelangen.
Zwei Brände in den Jahren 1540 und 1712 beschädigten zwar das Gebäude, die massiven Außenmauern blieben jedoch immer intakt. Die verschiedenen Fensterformen zeugen von weiteren Umbauarbeiten und Nutzungsänderungen nach den Bränden.

Ab 1802 wurde das Gebäude als Hauptwache genutzt, anschließend als Rentamt der Stadt Nordhausen. Ab Mitte des 19. Jahrhunderts wurde es als Hauptzollamt, Hauptsteueramt und Stadtarchiv genutzt. Nach 1990 wurde es als Museumsdepot genutzt und beherbergt Teile der Stadtverwaltung Nordhausen. Nach einem 2018 gefassten Beschluss des Stadtrates soll das sanierungsbedürftige Gebäude verkauft werden.

## Gebäudeansichten

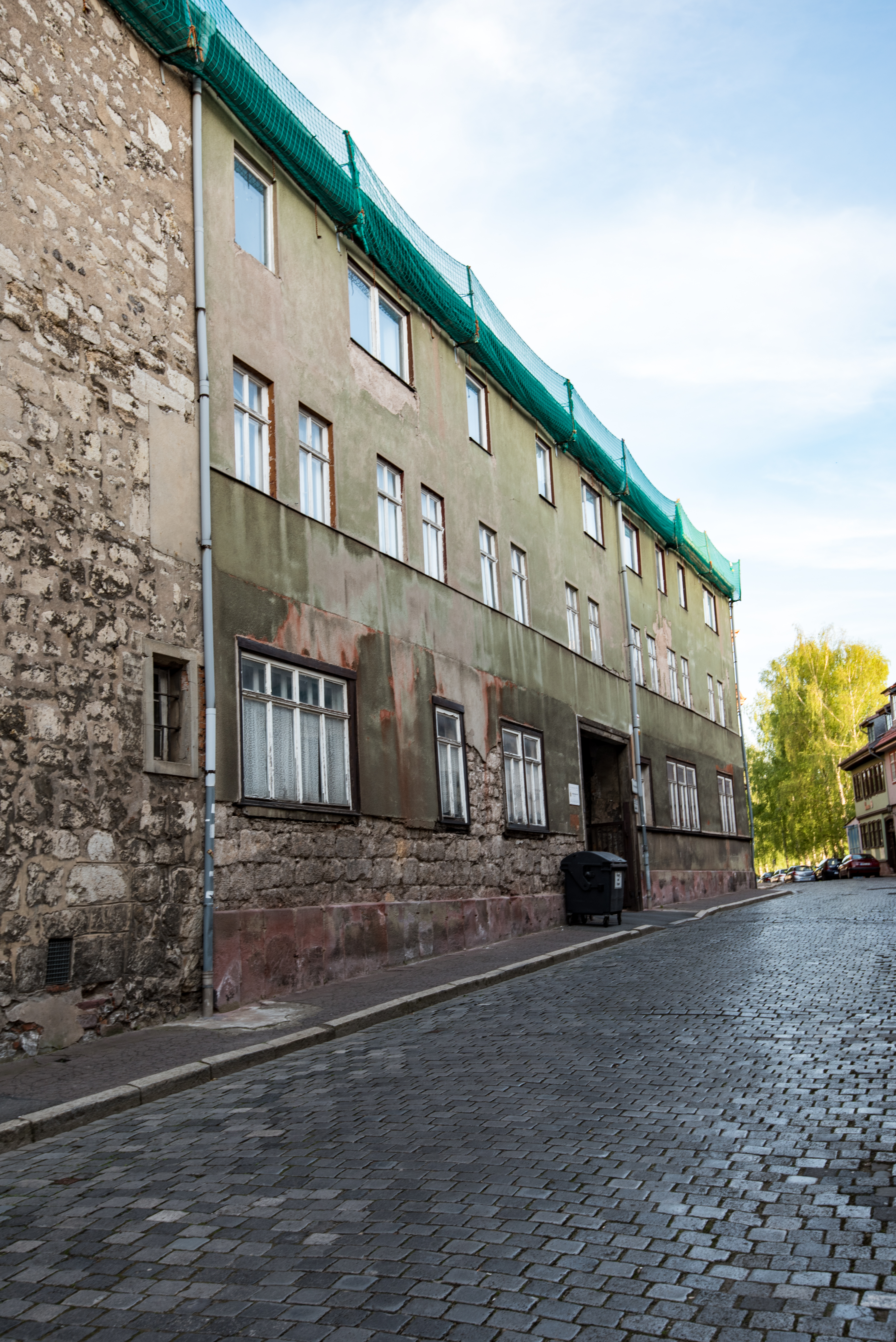
Teilansicht von Westen (Dr.-Wilhelm-Külz-Straße 8) – Westlicher Gebäudeflügel
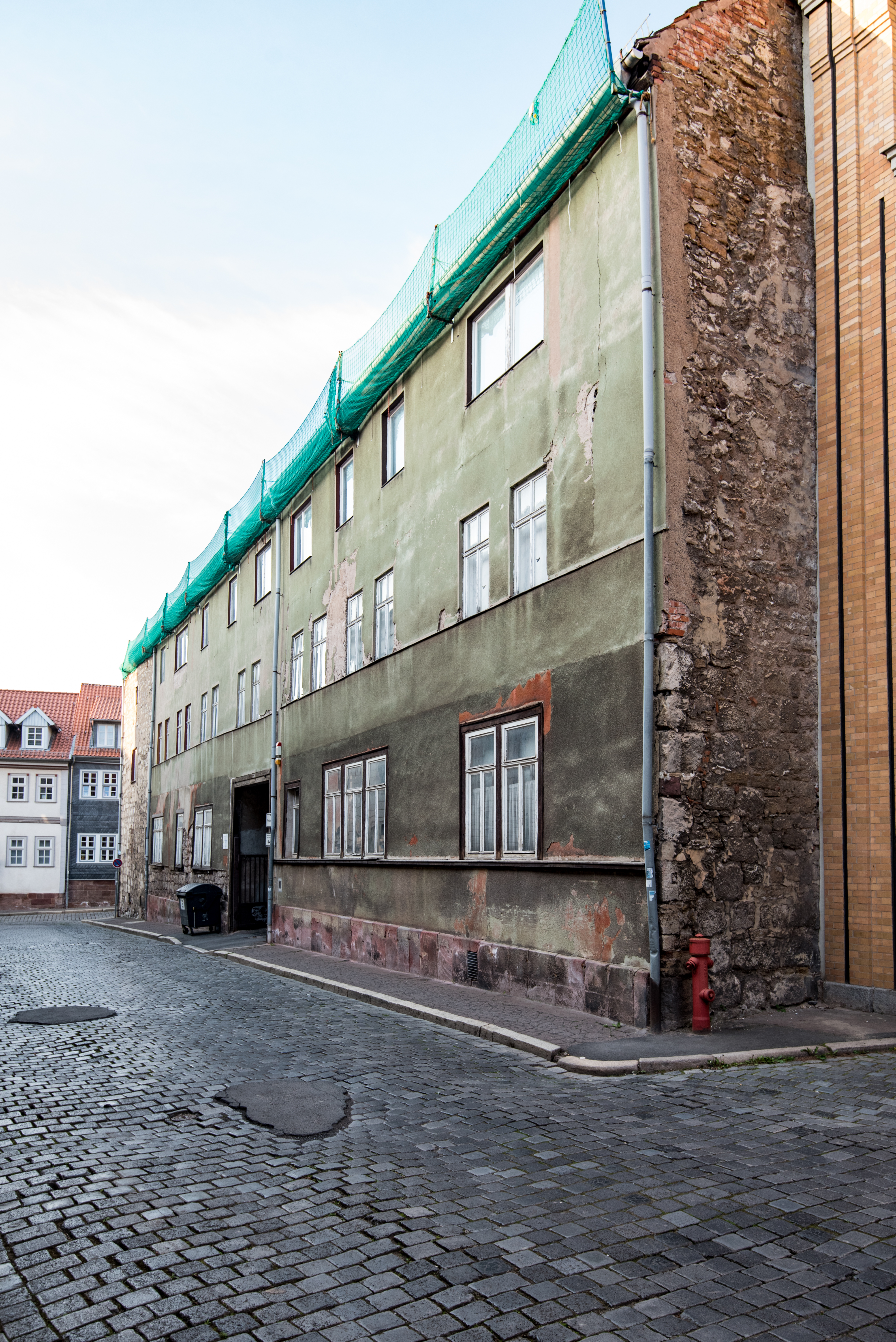
Westlicher Gebäudeflügel
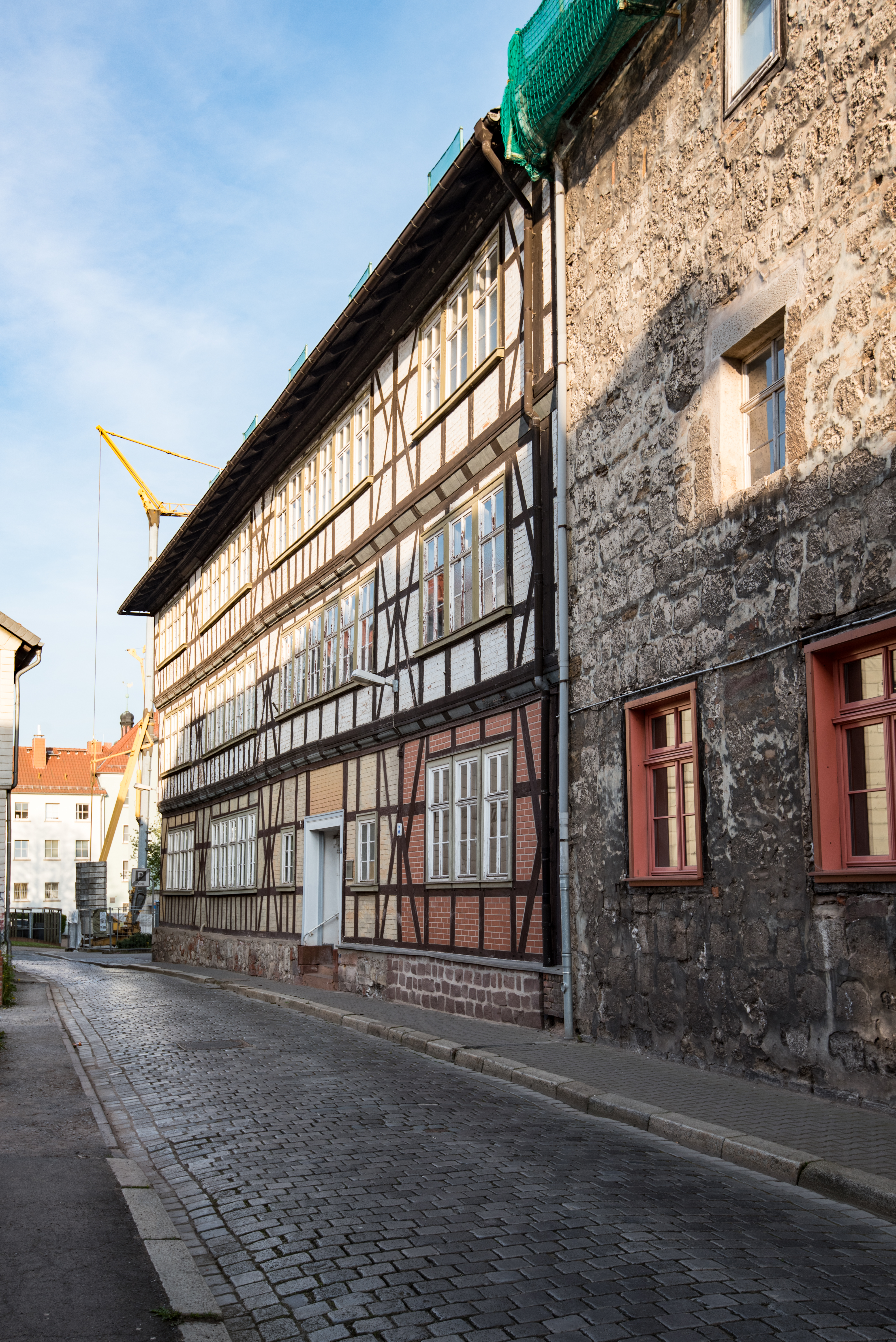
Blick in die Waisenstraße, Teilansicht Nordflügel, das Fachwerkhaus dahinter war das ehemalige Waisenhaus
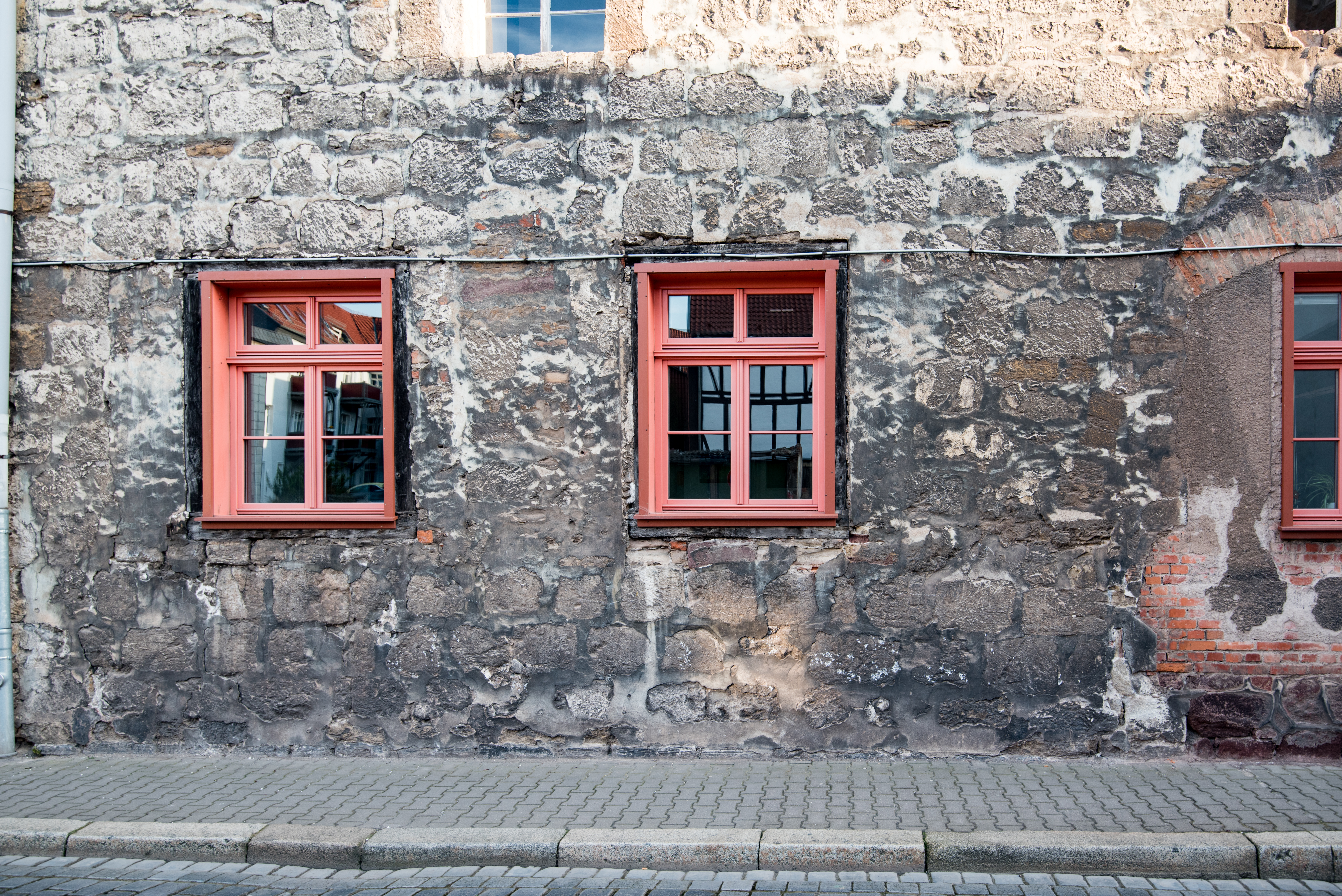
Fenster im Erdgeschoss, Nordflügel